# 兼子正
兼子正（Tadashi Kaneko，1912年—1942年）是第二次中日战争和太平洋战争期间日本帝国海军的军官，王牌飞行员和领导人。1937年8月22日作为龙骧号航母舰载战斗机指挥官的兼子正率领4架九五式舰载战斗机于中国上海上空作战，遭遇由18架P-26戰鬥機组成的中国空军编队，仅用了不到30分钟就击落9架敌机。